# FC Münchberg
Der FC Münchberg war ein Fußballverein aus der oberfränkischen Stadt Münchberg.
Der Verein wurde 1910 gegründet. Den größten Erfolg seiner Geschichte verbuchte der Verein 1968, als er als Meister der Landesliga Nord in die Bayernliga aufstieg. Beim spielerischen Niveau der obersten bayerischen Spielklasse konnte die Mannschaft in der Saison 1968/69 nicht mithalten und stieg postwendend wieder ab. Danach pendelte der Verein bis Ende der 1980er Jahre zwischen Landesliga und Bezirksliga.
2000 fusionierte er mit dem Stadtrivalen SC Eintracht Münchberg zum FC Eintracht Münchberg, dem 2024 der Aufstieg in die Bayernliga gelang.